# Kristi Richards
Kristi Richards (Penticton, 27 de octubre de 1981) es una deportista canadiense que compitió en esquí acrobático, especialista en la prueba de baches.
Ganó dos medallas en el Campeonato Mundial de Esquí Acrobático, oro en 2007 y bronce en 2011.
Participó en dos Juegos Olímpicos de Invierno, ocupando el séptimo lugar en Turín 2006 y el vigésimo en Vancouver 2010.

## Medallero internacional
| Campeonato Mundial | Campeonato Mundial            | Campeonato Mundial | Campeonato Mundial |
| Año                | Lugar                         | Medalla            | Competición        |
| ------------------ | ----------------------------- | ------------------ | ------------------ |
| 2007               | Madonna di Campiglio (Italia) | Medalla de oro     | Baches             |
| 2011               | Deer Valley (Estados Unidos)  | Medalla de bronce  | Baches             |